# Ulla Petterson
Ulla Berit Petterson, född Simonsson 21 december 1933 i Töcksmarks församling, Värmlands län, är en svensk psykiater.
Petterson blev medicine licentiat 1963, medicine doktor på avhandlingen Manisk depressiv sjukdom, en klinisk, social och genetisk undersökning 1974 och docent i allmän psykiatri samma år. Hon var underläkare vid psykiatriska kliniken på Sankt Görans sjukhus 1965–72 och biträdande överläkare där 1972–82. Vid psykiatriska polikliniken vid nämnda sjukhus byggde hon upp och ansvarade för en litiumdispensär för maniskt depressiva patienter. Hon blev klinikchef vid Bromma-Ekerö psykiatriska sektorklinik på Beckomberga sjukhus 1982 och biträdande chefsläkare i psykiatri i Västra sjukvårdsområdet 1988. Hon har varit styrelseledamot i stiftelsen OHD-fondens arbetsterapi och Sankt Lukasstiftelsen i Stockholm, ordförande i statliga psykoterapiutbildningens linjenämnd och föredragande i körkortsärenden vid Socialstyrelsen.